# Amblypsilopus ampliatus
Amblypsilopus ampliatus är en tvåvingeart som beskrevs av Yang 1995. Amblypsilopus ampliatus ingår i släktet Amblypsilopus och familjen styltflugor. Inga underarter finns listade i Catalogue of Life.